# Champlin (Ardenne)
Champlin è un comune francese di 77 abitanti situato nel dipartimento delle Ardenne nella regione del Grand Est.

## Società

### Evoluzione demografica
Abitanti censiti